# Lisa Hartung
Lisa Bärbel Hartung (* 1991 in Bad Honnef) ist eine deutsche Mathematikerin und Hochschullehrerin an der Universität Mainz. Ihre Forschungsgebiete sind Stochastik, Wahrscheinlichkeitstheorie und Mathematische Statistik.

## Leben
Lisa Hartungs Eltern sind die Mathematiker Bärbel Elpelt-Hartung und Joachim Hartung. Bei Lisa Hartung zeigte sich die mathematische Begabung schon früh. Sie gewann als Schülerin den Bundeswettbewerb Mathematik und nahm an einem Mathematik-Sommercamp in den USA teil. Mit 15 Jahren begann sie an der Universität Bonn ein Juniorstudium der Mathematik. 2009 bestand Hartung nicht nur das Abitur an der CJD Christophorusschule Königswinter, sondern auch das Vordiplom in Mathematik. Parallel zu ihrem weiteren Mathematikstudium erwarb sie auch den Bachelor in Wirtschaftswissenschaften. Nach dem Erwerb des Diploms in Mathematik promovierte sie am Hausdorff-Zentrum für Mathematik der Universität Bonn bei Anton Bovier. Ihre Doktorarbeit wurde mit dem Förderpreis der DMV-Fachgruppe Stochastik ausgezeichnet. Danach arbeitete Hartung am Courant Institute of Mathematical Sciences der New York University.
2019 wurde Hartung Juniorprofessorin an der Universität Mainz. Im Februar 2020 erhielt sie dort eine Vollprofessur. Sie war mit 29 Jahren eine der jüngsten Mathematikprofessorinnen in Deutschland.

## Schriften (Auswahl)
- mit A. Klimovsky: The glassy phase of the complex branching Brownian motion energy model. In: Electron. Commun. Probab. 20. 2015. Nr. 78, S. 1–15.
- mit A. Klimovsky: The phase diagram of the complex branching Brownian motion energy model. In: Electron. J. Probab. 23. 2018. Nr. 127, S. 1–27.
- Extremal Processes in Branching Brownian Motion and Friends. Dissertation. Universität Bonn 2016.
- mit Anton Bovier: Extended convergence of the extremal process of branching Brownian motion. The Annals of Applied Probability. 2017 - projecteuclid.org